# Ville universitaire de Nanhai (métro de Foshan)
La ville universitaire de Nanhai (chinois simplifié : 南海大学城 ; chinois traditionnel : 南海大學城 ; pinyin : nánhǎi dàxué chéng) est une station de passage sur la ligne 3 du métro de Foshan. Elle est située dans le district de Nanhai de la ville de Foshan, dans la province de Guangdong, en Chine.
Cette station a obtenu son nom du quartier «Ville universitaire de Shishan» à proximité, où quatre instituts d’enseignement supérieur (général ou technique) se trouvent.

## Situation sur le réseau
La ville universitaire de Nanhai, une station souterraine, se situe entre l’Université de Foshan, le terminus nord, et le Chemin Bo’ai-Millieu (zh), en direction de Lianhe (zh).

## Services aux voyageurs

### Desserte
La station dispose d’un quai central équipée de portes palières. Le quai et les voies se trouvent au-dessous du chemin Jinhong.

### Accès et accueil
La station dispose de deux bouches, nommées A et B, aux deux côtés du chemin Jinhong
|        |                                                                               | |  |  |
| Bouche | Accessibilité                                                                 | Destinations les plus proches |  |  |
| A      | Surface podotactile Escalier mécanique                                        | Chemin Jinhong |  |  |
| B      | Ascenseur Surface podotactile Rampe aux fauteuils roulants Escalier mécanique | Institut Neosoft de Guangdong Université normale de Chine du Sud (Campus de Nanhai) Université technique des industries légères de Guangdong (zh) (Campus de Nanhai) Arrêts d’autobus |  |  |